# Botunje
Botunje (Servisch cyrillisch Ботуње) is een plaats in de Servische gemeente Pivara. De plaats telt 649 inwoners (2002).